# Guatteria pannosa
Guatteria pannosa är en kirimojaväxtart som beskrevs av Scharf och Paulus Johannes Maria Maas. Guatteria pannosa ingår i släktet Guatteria och familjen kirimojaväxter. Inga underarter finns listade i Catalogue of Life.